# Собор Успения Пресвятой Девы Марии (Одесса)
Собор Успения Пресвятой Девы Марии (укр. Собор Успіння Пресвятої Діви Марії) — римско-католический храм в Одессе, кафедральный собор диоцеза Одессы-Симферополя. Построен в середине XIX века, памятник архитектуры.

## История
Католический храм Успения в Одессе строился в 1847—1853 годах по проекту архитектора Франческо Моранди, при участии Феликса Гонсиоровского. Освящён 16 августа 1853 года в честь Вознесения Девы Марии, которое в Католической церкви празднуется совместно с Успением.
Архитектурный стиль собора представляет собой смесь неоготики и неороманики. В плане собор имеет форму латинского креста.
Путеводитель 1892 года сообщал: «Архитектура церкви снаружи не представляет ничего особенного, но внутри — очень красивая. Стены и пилястры отделаны под белый мрамор, пол мраморный; особенно эффектная колоннада, идущая по обеим сторонам и алтарь художественной работы». В соборе хранилась картина с изображением Девы Марии работы известного флорентийского художника XVII века Карло Дольчи. Папа Пий IX подарил собору мраморную крестильную купель. Одной из главных достопримечательностей храма была мраморная резная кафедра, которая не сохранилась до наших дней. В боковых нефах располагались несколько надгробий, в том числе могила графа Александра Ланжерона.
В 1935 году собор был закрыт советскими властями, и в нём устроен клуб. Некоторые ценные вещи из собора удалось сохранить, перенеся их в другой католический храм города — церковь Святого Петра. В период немецкой оккупации Одессы в церкви Успения возобновились богослужения, но после войны он был вновь отобран у католиков. Храм был радикально перестроен, в частности снесены колонны, после чего он был превращён в спортивный зал, на месте захоронения священников и графа Ланжерона располагалась яма для прыжков в длину.
В 1991 году здание храма было возвращено Церкви, после чего начался длительный процесс его постепенной реставрации. 4 мая 2002 года была образована новая епархия Одессы-Симферополя, а храм Успения получил в ней статус кафедрального собора.

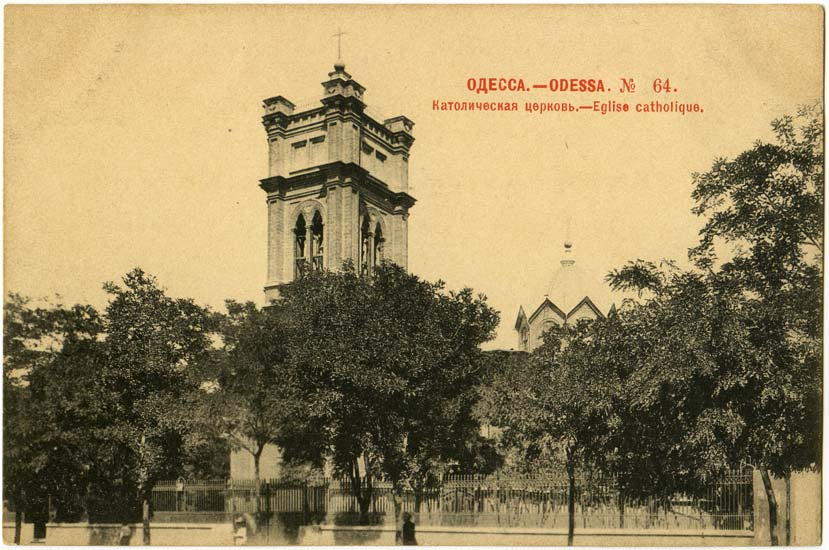
Храм в 1917 году
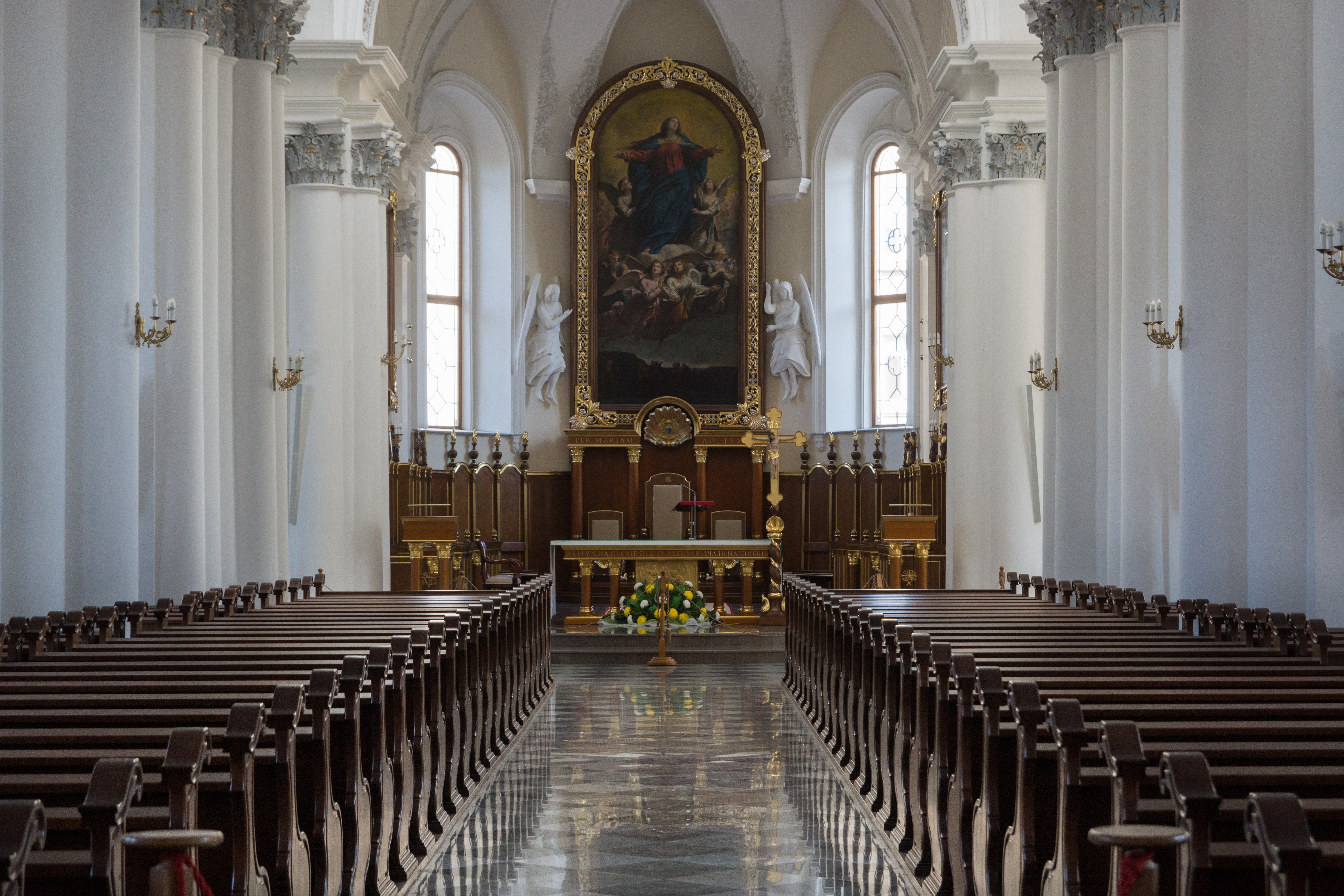
Интерьер собора
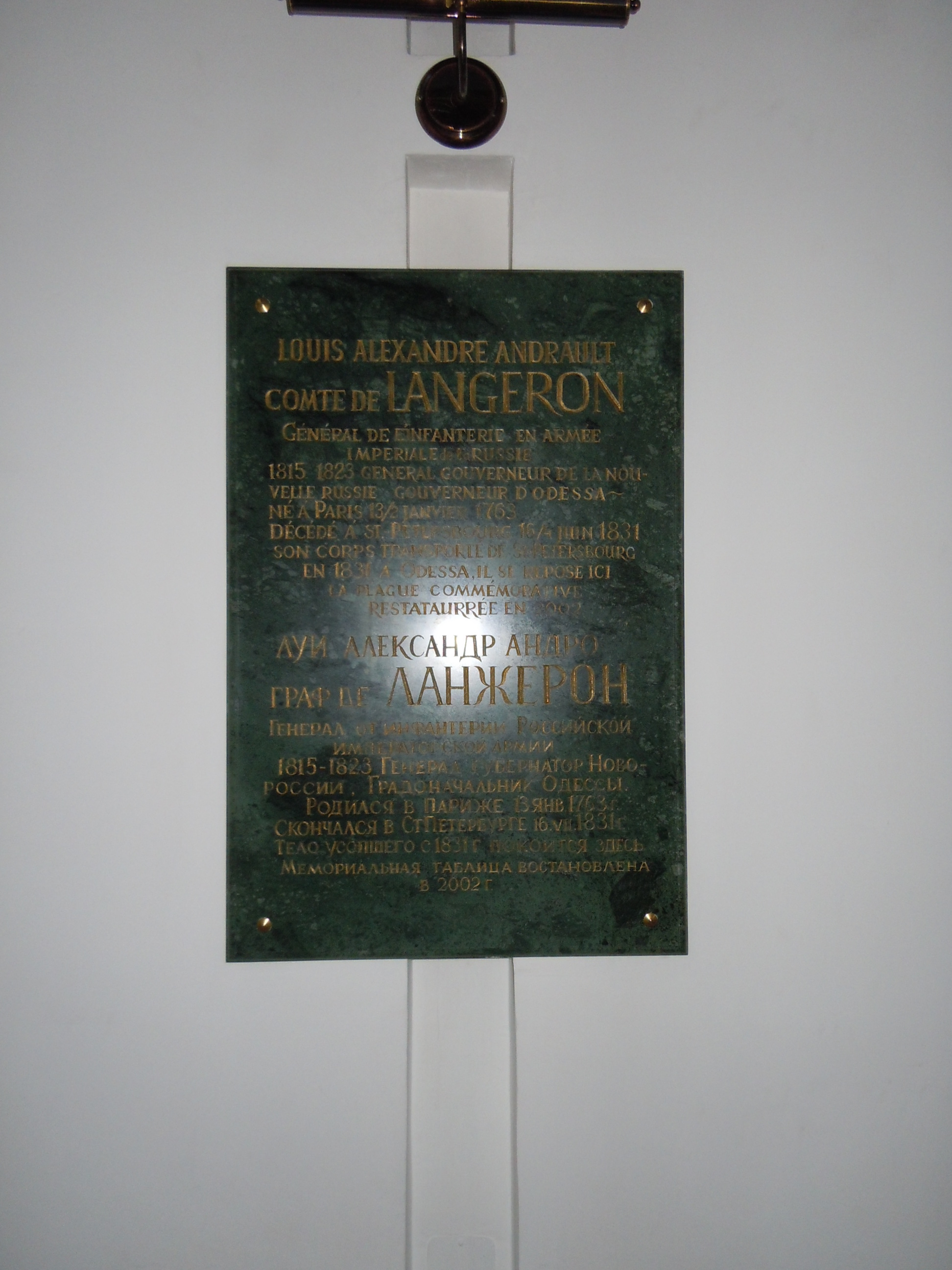
Памятная доска на могиле графа Ланжерона